# Gabriella Carlucci
Gabriella Carlucci (n. 28 februarie 1959, Alghero, Sardinia, Italia) este o moderatoare de televiziune italianâ.